# Алессандрия
Алесса́ндрия (итал. Alessandria, пьем. Lissandria) — небольшой город, центр одноимённой провинции. 
Город расположен в 90 км юго-восточнее Турина, на берегу реки Танаро, в Пьемонте (Италия). Площадь — 143,2 км². Население — 82 201 человек (в 2001 году). Из них — 38 663 мужчины и 43 538 женщин. В городе живут 36 477 семей. Алессандрия — важный железнодорожный узел на Турин, Геную, Пьяченцу, Навару и Кавалермаджиоре. 
Покровителем города считается Святой Баудолин (San Baudolino). Праздник города — 10 ноября.

## История
Алессандрия основана в 1168 году, на месте существовавшего здесь ранее поселения. Город назван в честь папы Александра III и это само по себе говорит о причинах его возникновения. Город возник как хорошо укреплённая крепость, построена в 1168 году при содействии и помощи ломбардских городов, для защиты Ломбардской лиги от имперских притязаний Фридриха Барбароссы — яростного противника папского престола. Алессандрия построена на территории, принадлежавшей в то время маркизу Монферрато (Monferrato), верному союзнику императора. В 1174—1175 годах город пережил жестокую осаду имперскими войсками. В 1198 году Алессандрия была провозглашена свободной коммуной и с этого времени постоянно вовлекалась в конфликты с более старыми коммунами региона.
В 1348 году Алессандрия перешла в руки миланских герцогов Висконти, а затем, вместе с их владениями — к Сфорца, была взята в 1522 году. В 1657 году крепость безрезультатно осаждали французы под начальством принца Конти. Алессандрия находилась под властью Милана до 1707 года, пока не была передана Савойскому дому и не стала частью Пьемонта.
В результате победы Наполеона в битве при Маренго в 1800 году, город перешёл во владения Франции и стал центром наполеоновского департамента Маренго. Ежегодно, 14 июня, в пригороде Алессандрии, Спинетта Маренго (Spinetta Marengo), происходит военно-историческая реконструкция той битвы.
С 1814 года Алессандрия вновь включена в территорию Савойи, ставшей частью Королевства Сардиния.
Алессандрия стала первой в истории Италии провинцией, управляемой социалистом: 25 июля 1899 года её возглавил часовщик Паоло Сакко (Paolo Sacco).
В период Второй мировой войны город представлял собой важный стратегический пункт и неоднократно подвергался интенсивным бомбардировкам войсками антифашистской коалиции. 30 апреля 1944 года в результате такой бомбардировки погибло 238 жителей, 5 апреля 1945 года — 160 жителей, в том числе 60 детей.
6 ноября 1994 года в результате разлива реки Танаро город был затоплен и значительно повреждён.

## Образование
В Алессандрии находятся Университет Восточного Пьемонта и Консерватория Алессандрии.

## Достопримечательности
Музей битвы при Маренго (итал. Marengo Museum — Il Museo della Battaglia) и памятник пьемонтского барокко, Дворец Гилини.

## Известные уроженцы
- Бенцо Алессандрийский (ум. 1330) — средневековый хронист и энциклопедист-гуманист.
- Джузеппе Вермильо (1585—1635) — итальянский художник школы Караваджо.
- Урбано Ратацци (1808—1873) — итальянский политик и государственный деятель времён Рисорджименто.
- Франческо Фаа-ди-Бруно (1825—1888) — итальянский священник и математик, блаженный католической церкви.
- Сибилла Алерамо (1876—1960) — итальянская писательница и феминистка.
- Джованни Феррари (1907—1982) — итальянский футболист, один из трёх восьмикратных чемпионов Италии.
- Вальтер Аудизио (1909—1973) — итальянский коммунист, деятель антифашистского движения Сопротивления.
- Умберто Эко (1932—2016) — итальянский философ, семиотик и исследователь средневековой культуры.
- Джанни Ривера (род. 1943) — итальянский футболист и политик.
- Марта Гастини (род. 1989) — итальянская киноактриса.

## Города-побратимы
- Рязань, Россия[3]